# Betriebsverfahren
Als Betriebsverfahren oder Betriebsform bezeichnet man ein „System betrieblicher Regeln und technischer Mittel zur Durchführung von Fahrten mit Eisenbahnfahrzeugen auf einer Eisenbahninfrastruktur.“
Hinsichtlich der Betriebsführung und Sicherung der Zugfahrten gibt es recht unterschiedliche Betriebsverfahren. Welches Verfahren angewandt wird, hängt von verschiedenen Faktoren ab, z. B. Bedeutung und Frequentierung der Eisenbahnstrecke oder von der Sicherheitsphilosophie des Eisenbahnbetriebes im jeweiligen Land.
Es gibt Betriebsverfahren, deren Schwerpunkt in den betrieblichen Regeln liegt und die dabei wenige technische Mittel verwenden. Beispiele dafür sind der deutsche Zugleitbetrieb oder das nordamerikanische Betriebsverfahren Timetable and Train Order. Andere Betriebsverfahren hingegen legen ihren Schwerpunkt auf technische Hilfsmittel, wie z. B. der Zugmeldebetrieb.
Die praktischen Ausführungen eines einzelnen Betriebsverfahrens können sich erheblich voneinander unterscheiden.

## Einführung
Alle heutigen betrieblichen Regeln beruhen auf dem Grundsatz der Abstandshaltung. Dieser besagt, dass zwischen Eisenbahnfahrzeugen ein gewisser Abstand gewährleistet werden muss, um Kollisionen zu verhindern. Man unterscheidet zwischen:
- Fahren im Sichtabstand
- Fahren im Zeitabstand
- Fahren im Raumabstand

Heute dominiert bei der Eisenbahn das Fahren im Raumabstand. Ausnahmen hiervon bilden Straßenbahnen und Rangierfahrten, die in vielen Fällen auf Sicht gefahren werden. Dabei wird einem Zug ein räumlicher Abschnitt, z. B. eine Blockstrecke, zur alleinigen Verfügung gestellt. Der Abschnitt muss vor der Einfahrt des Zuges frei sein und es muss sichergestellt werden, dass von der Erteilung der Fahrerlaubnis an, bis der Zug den Abschnitt wieder verlassen hat, keine anderen Fahrten im Abschnitt stattfinden. Die Organisation, welcher Zug welchen Abschnitt zur Verfügung gestellt bekommt, bezeichnet man als die Regelung der Zugfolge.

### Klassifizierung von Betriebsverfahren
Zur Klassifizierung verschiedener Betriebsverfahren werden häufig die folgende Punkte betrachtet:
1. die Art der Erteilung der Zustimmung zur Zugfahrt:
  - mittels ortsfester Signaleinrichtungen (auch signalgeführt genannt);
  - mittels mündlicher oder schriftlicher Aufträge (auch nicht signalgeführt genannt);
2. die Anordnung von Fahrdienstleitungen:
  - dezentrale Fahrdienstleitungen entlang der Strecke;
  - zentrale Fahrdienstleitung für die ganze Strecke.

Der erste Punkt betrifft hauptsächlich den Aspekt Signalisierung, der zweite Punkt wird wesentlich von Art und Weise der Gleisfreiprüfung beeinflusst.
Wichtige Beispiele von Betriebsverfahren sind die Folgenden:
| Länder / Gebiet     | Betriebsverfahren                                             | Fahrerlaubnis durch | Fahrerlaubnis durch              | Fahrdienstleitung | Fahrdienstleitung |
| Länder / Gebiet     | Betriebsverfahren                                             | Signaleinrichtung   | Mündlicher/Schriftlicher Auftrag | dezentral         | zentral           |
| ------------------- | ------------------------------------------------------------- | ------------------- | -------------------------------- | ----------------- | ----------------- |
| Mitteleuropa        | Zugmeldebetrieb (Deutschland), V3-Betrieb (Österreich)        | x                   |                                  | x 1               |                   |
| Mitteleuropa        | Zugleitbetrieb (Deutschland und Österreich)                   |                     | x 2                              |                   | x                 |
| Commonwealth-Länder | Block system                                                  | x                   |                                  | x 1               |                   |
| Commonwealth-Länder | Token-System                                                  |                     | x 3                              | (x) 4             |                   |
| Commonwealth-Länder | One Train Working (Single Train on Line, One Engine in Steam) |                     |                                  | (x) 4             |                   |
| Nordamerika         | Timetable and Train Order (T&TO, TTO)                         |                     | x                                |                   | (x) 4             |
| Nordamerika         | Track Warrant Control (TWC)                                   |                     | x                                |                   | x                 |
| Nordamerika         | Direkt Train Control (DTC)                                    |                     | x                                |                   | x                 |
| Nordamerika         | Centralized Traffic Control (CTC)                             | x                   |                                  |                   | x                 |

### Betriebsform
Die Betriebsform ist die Art der Durchführung des Eisenbahnbetriebs innerhalb eines Betriebsverfahrens, bei dem die örtlichen Bedingungen hinsichtlich funktionaler Anforderungen und technischer Ausstattungen berücksichtigt werden. Von der regulären Betriebsform kann abgewichen werden, wenn vorübergehende Änderungen des Betriebsablaufes dies erfordern. Dabei wird das Betriebsverfahren beibehalten, jedoch ändert sich die Betriebsform, z. B. das bevorzugte Gleis (Rechtsverkehr, Linksverkehr), die Art der Traktion (Schiebelokomotive, mit gesenktem Stromabnehmer fahren), die Art der Zugbeeinflussung (punktuelle oder durchgehende Überwachung) oder der Zustand der Infrastruktur (Bahnanlage mit örtlichem Personal, Fernsteuerung von Stellwerken). Die Betriebsform nimmt somit immer Bezug auf eine konkrete, örtliche Realisierung eines Betriebsverfahrens in einem bestimmten Teilnetz (bzw. Strecke/Bahnhof).
Beispiele für unterschiedliche Betriebsformen innerhalb des Betriebsverfahrens Zugmeldebetrieb sind:
- Statt einer dezentralen Fahrdienstleitung ist die Fahrdienstleitung zentral angeordnet
- Statt einer punktförmigen Zugbeeinflussung (z. B. PZB 90) wird eine kontinuierliche Zugbeeinflussung (z. B. LZB, ETCS L2) verwendet
- Statt auf dem rechten (Regel-)Gleis wird auf dem linken (Gegen-)Gleis gefahren

## Betriebsverfahren in Deutschland
Heute dominieren in Deutschland die beiden Betriebsverfahren Zugmeldebetrieb und Zugleitbetrieb, bzw. deren abgeleiteten Betriebsformen. Der weitaus größere Anteil des Zugbetriebs wird heute im Zugmeldebetrieb gefahren.

### Zugmeldebetrieb
In Deutschland wird auf sogenannten „voll betriebenen“ Haupt- und Nebenbahnstrecken das Betriebsverfahren Zugmeldebetrieb, wie es in der Fahrdienstvorschrift der Deutschen Bahn (Ril 408) bzw. in der Fahrdienstvorschrift Nichtbundeseigene Eisenbahnen (FV-NE) vorgesehen ist, angewandt. Beide Fahrdienstvorschriften beruhen auf der in Deutschland gültigen Eisenbahn-Bau- und Betriebsordnung (EBO). In § 15 Abs. 1 EBO ist als Mindestvoraussetzung zur Sicherung der Zugfolge ein Streckenblock für Hauptbahnen „mit besonders dichter Zugfolge“ vorgesehen. Heute gibt es jedoch nur noch wenige Strecken mit besonders geringem Verkehr, die im Zugmeldebetrieb ohne Streckenblock betrieben werden.
Auch bei modernen Stellwerksbauformen wie den Relaisstellwerken oder den elektronischen Stellwerken wird das Betriebsverfahren Zugmeldebetrieb angewandt, jedoch werden die Zugmeldungen dort mithilfe von Zugnummernmeldeanlagen elektronisch durchgeführt. In modernen Anlagen sind auch Zentralblöcke eingerichtet, bei denen die Sicherung der Bahnstrecke technisch wie eine Bahnhofsfahrstraße funktioniert.
Mit der Zentralisierung der Stellwerke und der Entwicklung von Zugnummernmeldeanlagen werden immer weniger Zugmeldungen ausgetauscht. Deshalb wird auch der Begriff des Zugmeldeverfahrens immer weniger häufig eingesetzt.

#### Besondere Betriebsformen
Je nach Örtlichkeit unterscheidet sich die Art der Durchführung des Betriebsverfahren Zugmeldebetrieb. Einflussfaktoren können das jeweils verwendete Zugbeeinflussungssystem sein, Abweichungen vom Regelbetrieb, Art der Fahrdienstleitung etc.

##### Zugbeeinflussungssysteme
Zugbeeinflussungssysteme dienen ausschließlich der Überwachung des Zugpersonals und sind als Teil der Betriebsverfahren zu sehen. In Deutschland fordert § 15 Abs. 2 EBO eine Zugbeeinflussung auf Hauptstrecken und Nebenstrecken, die mit mehr als 80 km/h befahren werden. Heute sind fast alle Strecken in Deutschland mit Zugbeeinflussungssystemen ausgerüstet. Derzeit werden folgende Zugbeeinflussungssysteme eingesetzt:
- Punktförmige Zugbeeinflussung (Indusi)
- Linienzugbeeinflussung (LZB)
- European Train Control System (ETCS)

Am weitesten verbreitet ist die Punktförmige Zugbeeinflussung. Mit einer punktuellen Zugbeeinflussungssystem ist in Deutschland die Höchstgeschwindigkeit auf 160 km/h begrenzt. Deshalb wird für höhere Geschwindigkeiten seit 1975 die Linienzugbeeinflussung eingesetzt. Damit wird der Triebfahrzeugführer laufend per Führerstandssignalisierung über das Freisein der vor ihm liegenden Strecke informiert wird. Es wird jedoch weiterhin im festen Raumabstand gefahren.
Vor der Einführung des ETCS-Systems entwickelte man den Funkbasierten Fahrbetrieb (FFB), der jedoch nicht zur Anwendung kam. Der FFB soll ausschließlich auf Rechnerbasis arbeiten und Stellwerke entbehrlich machen. Die Erfahrungen bei der Entwicklung des FFB flossen bei der Entwicklung des ETCS-Systems mit ein.
Langfristig soll das ETCS europaweit alle anderen Zugbeeinflussungssysteme ersetzen. Eine wesentliche Änderung der Betriebsverfahren wird sich in Zukunft ergeben, wenn das ETCS Level 3 eingesetzt wird. Damit kann erstmals im absoluten Bremswegabstand und wandernden Raumabstand gefahren werden.

##### Abweichungen vom Regelbetrieb
Die Ursachen und die Auswirkungen von Abweichungen und Störungen können im Eisenbahnbetrieb vielfältig sein. Dementsprechend vielfältig sind die Maßnahmen, die ergriffen werden:
- Fahren auf Befehl: schriftliche Befehle sind die Rückfallebene, wenn andere technische Mittel ausgefallen sind. So kann z. B. ein schriftlicher Befehl den Triebfahrzeugführer anweisen, am gestörten Signal vorbeizufahren.
- Fahren auf dem Gegengleis (vulgo, österr.: Falschfahren): Bei zweigleisigen Strecken wird in Deutschland im Regelfall auf dem (in Blickrichtung Fahrtrichtung) rechtem Gleis gefahren. Ist dieses nicht befahrbar, können Zugfahrten auf dem Gegengleis durchgeführt werden. Je nach den eingesetzten technischen Mitteln wird zwischen folgenden Betriebsformen unterschieden:

- - Gleiswechselbetrieb (ständig oder vorübergehend eingerichtet)
  - Fahren auf dem Gegengleis mit Signal Zs 8
  - Fahren auf dem Gegengleis mit Befehl

##### Art der Fahrdienstleitung
Im klassischen Zugmeldebetrieb ist jeder Bahnhof mit einem Fahrdienstleiter und jede Zugfolgestelle mit einem Blockwärter besetzt. Daher ist der Zugmeldebetrieb den Betriebsverfahren mit dezentraler Fahrdienstleitung zuzuordnen. Jedoch können bei moderner Stellwerkstechnik wie Relaisstellwerken und vor allem Elektronischen Stellwerken die Fahrdienstleitungen mehrerer Bahnhöfe zu einer zentralen Fahrdienstleitung zusammengefasst werden.

### Zugleitbetrieb
Da der Zugmeldebetrieb einen hohen personellen und technischen und damit finanziellen Aufwand darstellt, gibt es für einfache Betriebsverhältnisse auf Nebenbahnen ein vereinfachtes Betriebsverfahren, den sogenannten Zugleitbetrieb. Dabei gelten eigene Regelungen, die die Fahrdienstvorschrift einschränken. Der Zugleitbetrieb in seiner Originalform kommt ohne Vor- und Hauptsignale und ohne Streckenblock aus. In Einzelfällen gibt es Zugleitstrecken mit besonderen Streckenblockbauformen, z. B. dem Stichstreckenblock für eingleisige Stichstrecken, auf denen immer nur ein Zug verkehrt. Strecken im reinen Zugleitbetrieb dürfen heute nur noch aufgrund des Bestandsschutzes betrieben werden und auch nur, wenn die Strecken ein sehr schwaches Belastungsprofil aufweisen. Stärker belastete Strecken, die dennoch nicht auf einen Vollbetrieb hochgerüstet werden sollen, können in einer der folgenden Betriebsformen betrieben werden, die sich aus dem Zugleitbetrieb ableiten, und die sich vom klassischen Zugleitbetrieb durch eine technische Unterstützung des Personals unterscheiden:
- Technisch unterstützter Zugleitbetrieb (tuZ)
- Signalisierter Zugleitbetrieb: eine Betriebsform, die mit Ein- und Ausfahrsignalen und selbsttätigem Streckenblock arbeitet.
- Funkleitbetrieb: Bei diesem wird die Zugfolge zwischen Zugleiter und Triebfahrzeugführer über Funk geregelt. Der Triebfahrzeugführer, der im Funkleitbetrieb stets auch die Aufgaben des Zugführers übernimmt, muss an jedem Bahnhof per Funk eine Ankunftsmeldung geben und zur Weiterfahrt per Tastendruck eine Fahranfrage stellen. Eine Gleisfreimeldeanlage ist nicht vorhanden, der Zugleiter/Fahrdienstleiter muss sämtliche Gleisbelegungen manuell erfassen. Der Funkleitbetrieb wird ausschließlich auf der Strecke Titisee–Seebrugg (Dreiseenbahn) eingesetzt.

## Betriebsverfahren in Großbritannien
Im Unterschied zu den deutschen Betriebsverfahren fehlt in Großbritannien der Begriff „Bahnhof“, das heißt, es wird nicht zwischen Strecke und Bahnhof unterschieden. Alle Stellwerke haben die gleichen Befugnisse und sind einander nicht untergeordnet. Daher ist auch die Unterscheidung zwischen Befehlsstellen und Wärterstellwerken in Großbritannien unbekannt.

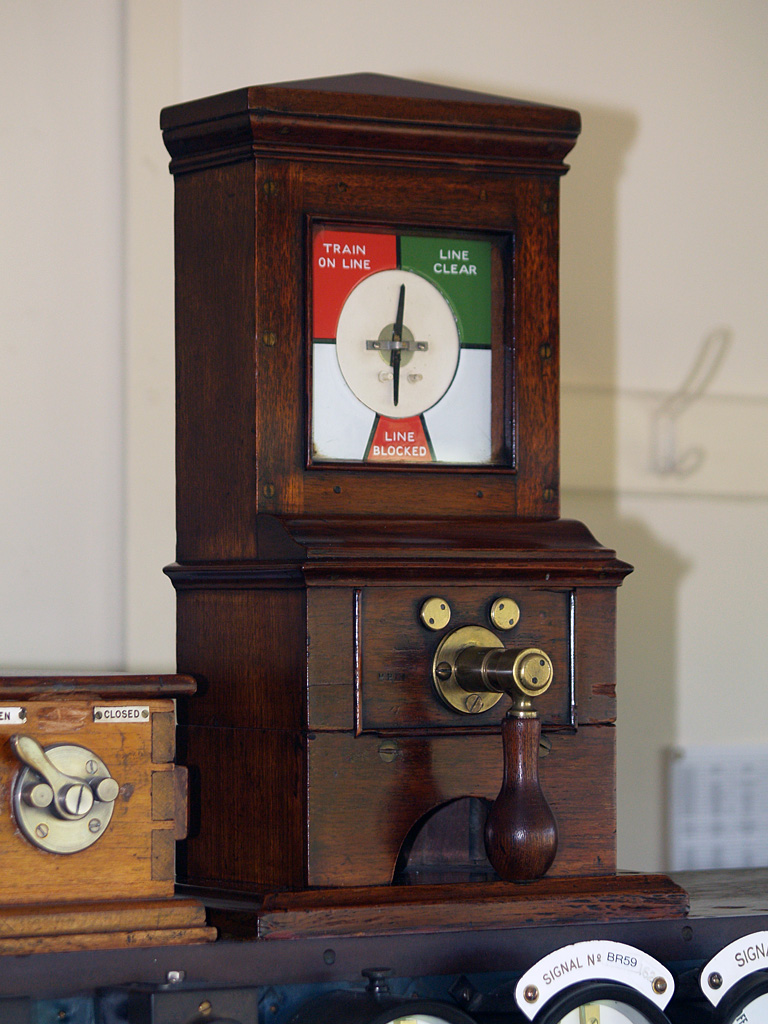
Britischer Blockanzeiger

Örtlich besetzte Stellwerke ohne eine Gleisfreimeldeanlage steuern und sichern einen Station Limit genannten Bereich, der durch das jeweils erste bzw. letzte vom Stellwerk gesteuerte Signal begrenzt wird. Zur Regelung der Zugfolge zwischen den Station Limits verständigten sich die Bediensteten (signaller) mithilfe sogenannter bell codes (Glockensignale) und mit Blockanzeigern. Diese signalisieren die Belegung einer Blockstrecke und hatten anfänglich keine Abhängigkeit zu den Signalen. Erst später wurden Signalabhängigkeiten ergänzt.
Mit Entwicklung selbsttätiger Gleisfreimeldeanlagen entwickelte sich das Betriebsverfahren Track Circuit Block (TCB), bei dem es auch keine Stations Limits mehr gibt. Die verwendeten Signale werden in selbsttätige (automatic) und von Stellwerk gesteuerte Signale (controlled) unterschieden. Gleisbereiche mit Weichen folgen dabei grundsätzlich immer auf stellwerksbediente Signale.

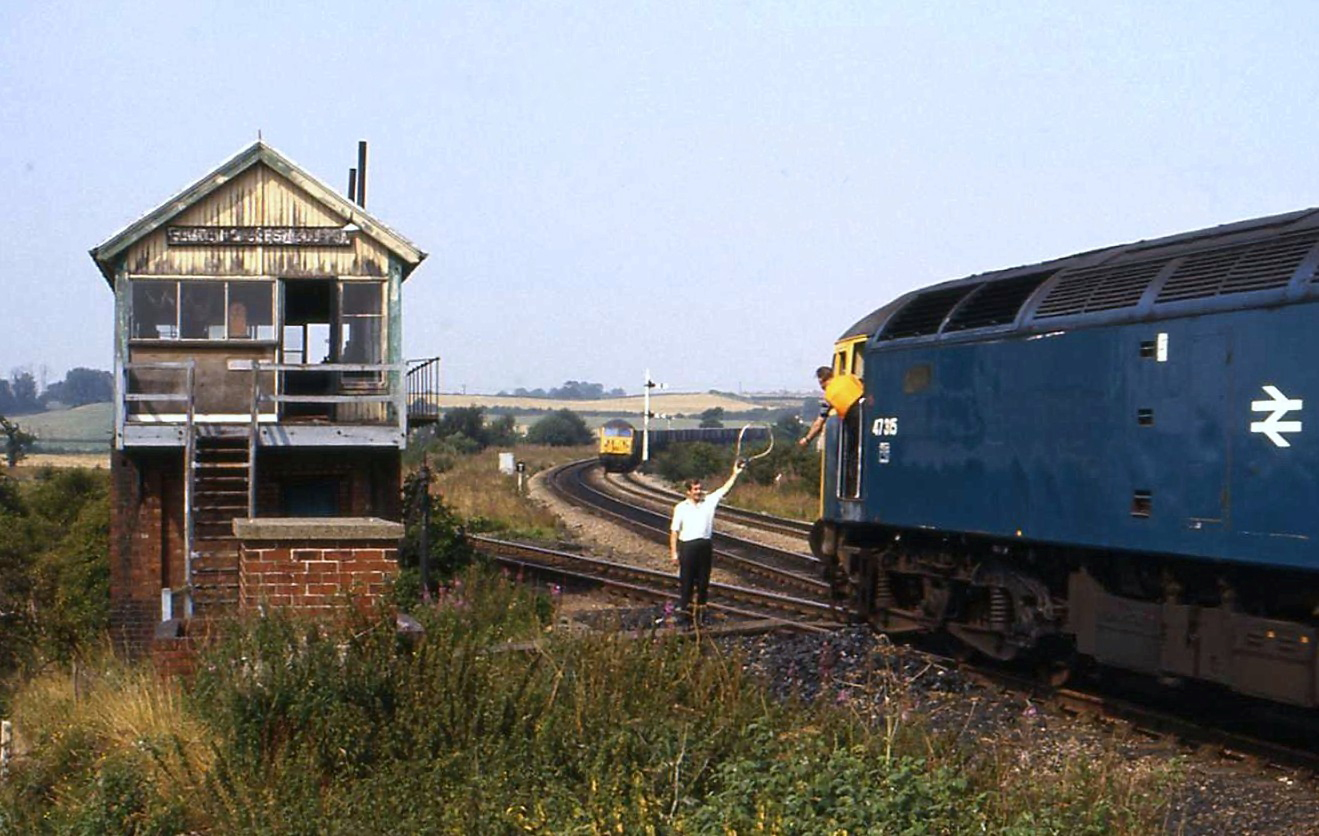
Übergabe eines Tokens

Auf eingleisigen Strecke wurde der Gegenfahrschutz basierend auf Token gewährleistet. Nur ein Zug, der im Besitz eines solchen eindeutigen und einmaligen Tokens war, durfte in den zugehörigen Streckenabschnitt einfahren.
Um mehrere Züge hintereinander in dieselbe Richtung fahren lassen zu können, wurden stationäre Tokenblockgeräte entwickelt. Aus diesen konnte nur dann ein Token entnommen werden, wenn der entsprechende Streckenabschnitt frei war. Später wurde diese mit einer Signalabhängigkeit ausgestattet, mit der erst nach der Entnahme des Tokens das Signal auf Fahrt gestellt werden konnte.
Eine aktuelle Entwicklung ist der Radio Electronic Token Block. Dabei fordert der Triebfahrzeugführer nach Angabe seiner Position beim Stellwerkspersonal eine Fahrerlaubnis für den nächsten Abschnitt an. Ist dieser Abschnitt frei, sendet das Stellwerkspersonal per Funk einen electronic token an den Zug, der ihm erlaubt, den Abschnitt zu befahren. Das Stellwerkspersonal wird dabei von Computertechnik überwacht.
Die britischen Betriebsverfahren werden auch in vielen Ländern des britischen Einflussbereichs, z. B. Indien oder Australien, angewandt.

## Betriebsverfahren anderer europäischer Länder
Viele Betriebsverfahren außerhalb Deutschlands ähneln den deutschen Betriebsverfahren. So werden z. B. in Österreich, in der Schweiz, in Luxemburg, in Osteuropa, auf dem Balkan und in Skandinavien ähnliche Betriebsverfahren eingesetzt.
Die Verfahren in Frankreich, Spanien und Italien hingegen ähneln den britischen Verfahren, aus denen sie teilweise hervorgegangen sind.

## Betriebsverfahren in Nordamerika

### Nicht signalgeführte Betriebsverfahren

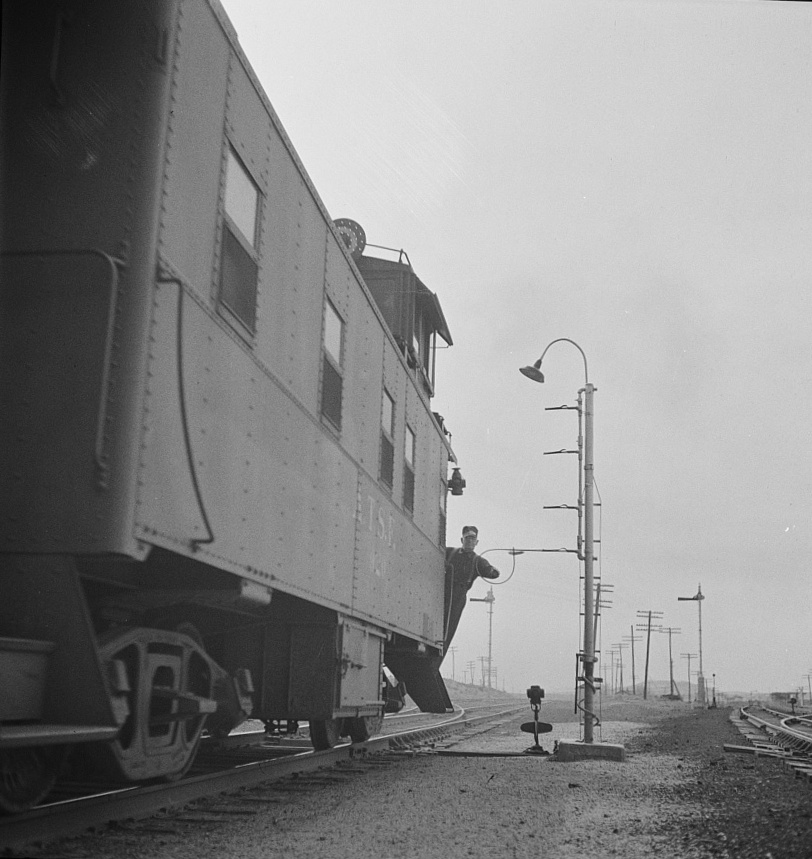
Aufnahme einer Train Order durch einen fahrenden Zug

In Nordamerika spielte eine wesentliche Rolle bei der Entwicklung des Eisenbahnsystems die Weitläufigkeit und die geringe Besiedelungsdichte des Landes. Aus dem daraus folgenden großen Abstand zwischen den einzelnen Betriebsstellen wurde in Nordamerika in den Anfangsjahren der Eisenbahn der Grundsatz Fahren im Zeitabstand angewandt. Es entwickelte sich ab 1854 das Betriebsverfahren Timetable and Train Order, das bis Mitte der 1980er Jahre weit verbreitet war. Dabei fahren die Züge nach einem Fahrplan, dem eine Sicherheitsverantwortung zugebilligt wird. Der vorgeschriebene zeitliche Mindestabstand zwischen zwei Zugabfahrten ist dabei so groß, dass im Fall von außerplanmäßigen Halten oder Verspätungen das Zugpersonal die folgenden Züge warnen kann. Der Gegenfahrschutz wird gewährleistet, indem ein Zug an einer Kreuzungsstelle alle fahrplanmäßigen Gegenzüge abwarten muss, bevor er abfahren darf. Für den Fall von Verspätungen gibt es ein ausgeklügeltes System von Vorrangregeln (superiority rules), mithilfe derer Zugkreuzungen vom Zugpersonal selbständig verlegt werden können. Der Dispatcher kann mittels schriftlichen Weisungen, den sogenannten Train Orders, eingreifen, um Verspätungen und Stockungen zu vermeiden und um Sonderzüge einzulegen. Die Train Orders wurden von Dispatcher an örtlich besetzte Betriebsstellen mittels Telegraphen oder fernmündlich durchgegeben und von diesen dann den Zügen übergeben. Die besetzten Betriebsstellen zeigten dem Zugpersonal durch sogenannte Train Order Signals an, ob eine Train Order aufgenommen werden musste. Die Train Orders konnten auch von fahrenden Zügen aufgenommen werden.
In der Regel sind alle Weichen beim Timetable-and-Train-Order-System handgestellt, nur an größeren Fahrstraßenknoten können sogenannte interlocking limits eingerichtet sein. Als interlocking werden im Englischen Anlagen bezeichnet, bei denen Weichen und Signale in gegenseitiger Abhängigkeit stehen, wie es z. B. bei deutschen Stellwerken der Fall ist. Diese werden durch Signale mit absolutem Haltbegriff begrenzt, die anzeigen, ob der folgende Fahrstraßenknoten befahren werden darf.
Auf einigen Strecken mit dichter Zugfolge, wie die der Pennsylvania Railroad (PRR), wurde ab 1864 zur Steigerung der Leistungsfähigkeit zum Fahren im Raumabstand übergangen. Es wurden sogenannte manuelle Blocksysteme (manual block) eingerichtet. Dazu wurde die Strecke in räumliche Abschnitte (blocks) unterteilt, die von block stations begrenzt wurden. Dort zeigten Blockwärter (operator) mithilfe von Signalen an, ob der darauffolgende Abschnitt frei (block clear) oder belegt (block occupied) ist. Dabei darf nur dann ein Zug in den nächsten Abschnitt eingelassen werden, wenn der vorausfahrenden Zug den Block verlassen hat. Die Regelung der Zugfolge bzw. deren Sicherung erfolgte durch ein manuelles Meldeverfahren.
Mit Erfindung des Gleisstromkreises 1872 durch William Robinson konnten erstmals selbsttätige Blocksysteme eingesetzt werden. Dadurch konnte das Timetable and Train Order System mithilfe des Systems Automatic block signaling (ABS) teilautomatisiert werden. Befährt ein Fahrzeug einen Block, stellt der Gleisstromkreis alle in den Block weisenden Signale automatisch auf Halt. Dadurch wird der Folgefahrschutz gewährleistet. Der Gegenfahrschutz wird weiterhin durch das Timetable and Train Order-Verfahren gewährleistet. Deshalb wird das Automatic-block-signaling-System hauptsächlich auf zweigleisigen Strecken im Richtungsbetrieb eingesetzt.
Die Weiterentwicklung des Automatic-block-signaling-Systems für eingleisige Strecken ist der Absolute permissive block (APB). Hier stellt der Gleisstromkreis alle Blocksignale der Gegenrichtung bis zur nächsten Ausweiche auf Halt.
Bei manual-block-, Automatic-block-signaling- und Absolute-permissive-block-Systemen gelten aber weiterhin die Regeln des Timetable-and-Train-Order-Systems. Die Signale dienen nur als zusätzliches Sicherheitssystem (overlay). Aus diesem Grund zählen diese Systeme zu den nicht signalgeführten Betriebsverfahren.
1906 berichtete die Interstate Commerce Commission, dass von den 194.726,6 Meilen Eisenbahnstrecken in den USA nur 41.916,3 Meilen (~21,5 %) mit manuellen Blocksystemen und 6.826,9 Meilen (~3,5 %) mit selbsttätigen Blocksystemen betrieben wurden. Der große Rest (~75 %) wurde im Timetable and Train Order-System betrieben. Erst in den darauffolgenden Jahren verbreiteten sich die selbständigen Blocksysteme immer mehr. So waren bereits 1911 ca. 18.700 Meilen damit ausgerüstet.
Mit der Entwicklung leistungsfähiger Zugfunksysteme in den 1980er Jahren wurde es erstmals möglich, Fahrerlaubnisse und Zuglaufmeldungen per Funk zwischen Zugmannschaft und Dispatcher auszutauschen. Es entwickelten sich die Betriebsverfahren Track Warrant Control (TWC) und Direct Traffic Control (DTC). Der wesentliche Unterschied zwischen den beiden Verfahren ist die Logik der Fahrwegzuweisung: Beim TWC gibt der Dispatcher dem Zug eine Fahrerlaubnis bis zu einen definierten Punkt, wie z. B. einem Meilenposten oder einer Betriebsstelle. Im Unterschied dazu ist beim DTC die Strecke durch Signaltafeln in Blöcke unterteilt, die dem Zug per Fahrerlaubnis vom Dispatcher zugewiesen werden.
Der Dispatcher wird heute meist durch moderne Rechnersysteme unterstützt, die widersprüchliche Fahrwegzuweisungen verhindern.

### Signalgeführte Betriebsverfahren

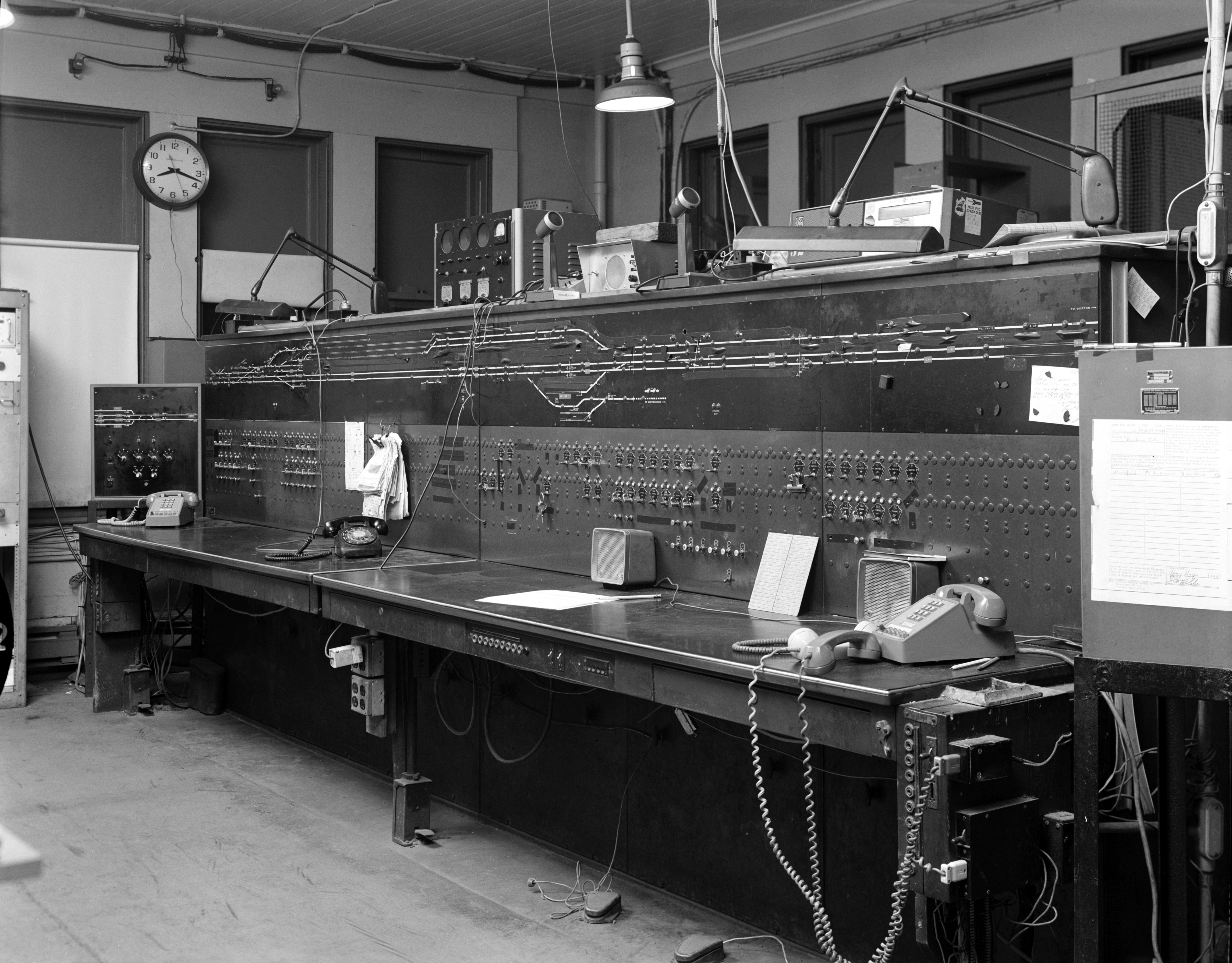
CTC im Jahr 1946

Auf Streckenabschnitten mit besonders dichter Zugfolge wurde Ende der 1920er Jahre erstmals das Betriebsverfahren Centralized traffic control (CTC) angewandt. Bei CTC werden die Weichen und Signale zentral vom Dispatcher elektrisch ferngestellt und durch Gleisstromkreise überwacht. Der wesentliche Unterschied zu den vorher genannten Systemen ist, dass bei diesem Betriebsverfahren erstmals ein rein signalgeführter Betrieb durchgeführt wurde. Dies war aus amerikanischer Sicht ein revolutionärer Schritt. Heute basieren CTC-Systeme auf Computertechnik und werden auf rund 60 % der amerikanischen Strecken eingesetzt.